# Sigma (anatomia)
Nell'anatomia il colon sigmoideo, o semplicemente sigma, o colon ileo-pelvico è una parte del colon.

## Anatomia
Il colon sigmoideo è la parte terminale dell'intestino crasso (colon) a S (forma sigmoidale) compreso tra il colon discendente e il retto. È chiamato anche colon pelvico, ma non è anatomicamente corretto, poiché in caso di dolicosigma, cioè di allungamento di questo tratto di intestino, possiamo avere sigma in fossa iliaca destra o in addome superiore. Diversamente dal colon non possiede austrature, cioè le fasce muscolari circonferenziali.
È il segmento del colon più variabile per lunghezza, conformazione, e quello con il maggior numero di appendici epiploiche. È completamente ricoperto dal peritoneo e ancorato alla parete addominale posteriore da un meso a forma di ventaglio, detto mesocolon sigmoideo.
Anteriormente è in rapporto con il grande omento e con alcune anse dell'ileo, posteriormente con l'arteria e la vena iliaca esterna (sinistra), l'arteria e la vena genitali sinistre, il nervo genitofemorale, il nervo otturatore, il plesso sacrale, l'uretere sinistro, il muscolo grande psoas, iliaco e piriforme, la vescica e il dotto deferente nel maschio, l'utero e l'ovaio sinistro nella femmina.

## Patologia
È la sede più frequente dei diverticoli intestinali.